# Pierre Encrenaz
Pour les articles homonymes, voir Encrenaz.
Pierre Encrenaz, né le 14 septembre 1945 à  Annecy, est professeur à l'Université Pierre-et-Marie-Curie (Paris VI) et a dirigé l'École doctorale d'Astronomie et d'Astrophysique d'Île-de-France.
Il est élu membre de l'Académie des sciences en décembre 2000, dans la section « Sciences de l'univers ».

## Biographie
Après des études secondaires au lycée Berthollet d’Annecy, il entre en Classes préparatoires au lycée du Parc à Lyon, puis à l’École normale supérieure à Paris (élève, agrégé préparateur, sous-directeur) (1965-1979).
- Thèse de 3e cycle : calibration de l’antenne des Bell Laboratories  1970 (directeur Arno Penzias, prix Nobel 1978)
- Thèse d’état : Mesure de la distance des pulsars par absorption 21 centimètres 1972 (directeur James Lequeux)

Il effectuera plusieurs séjours à Princeton et Bell Laboratories (1968-1973). Il deviendra astronome à l’Observatoire de Paris (1979-1991) et à l’École normale supérieure (1973-1992).
Pierre Encrenaz a été professeur à l’université Pierre et Marie Curie et chercheur au Laboratoire d’étude du rayonnement et de la matière en astrophysique (UMR8112 Observatoire de Paris-CNRS-université de Cergy-Pontoise-université Paris VI-ENS).
Actuellement, Pierre Encrenaz est professeur des universités émérite à l’Observatoire de Paris.

## Œuvres scientifiques
- Construction de récepteurs millimétriques pour des radiotélescopes sol (1972-1980)
- Construction de récepteurs submillimétriques pour des radiotélescopes embarqués (Ballons stratosphériques, satellites) (1980-2020)
- Les technologies utilisées ont commencé avec des diodes Schottky, puis à supraconducteurs (plomb, Niobium) et ont nécessité la construction de cryogénérateurs à circuit d'hélium fermé, la création de laboratoires destinés à la fabrication des diodes, au montage des diodes dans des mélangeurs et à leur intégration dans des systèmes cryogéniques.
- Le dernier récepteur livré à l’agence spatiale européenne pour l’instrument HIFI du satellite Herschel couvre la bande fréquence 480/620 Gigahertz et a des performances proches de la limite quantique. Il a fonctionné de 2009 à 2013.
- Les instruments développés ont été utilisés pour des observations de molécules dans le milieu interstellaire (plus de 30 molécules découvertes), dans les comètes (instrument MIRO sur la sonde Rosetta) , mais aussi dans l’atmosphère de la terre (maquette Meteosat). Des tentatives d'observation de molécules primordiales (LiH, HeH+, HD) ont été effectuées avec des collègues italiens, suédois et la participation de Jean-Yves Daniel.

Les travaux scientifiques de Pierre Encrenaz portent sur la physique du milieu interstellaire (molécules interstellaires, isotopes) dans notre galaxie et quelques galaxies proches. Montage d’un laboratoire microonde (jonctions supraconductrices) à l’ENS et à Meudon permettant l’observation de l’atmosphère terrestre, de l’atmosphère de plusieurs planètes et du milieu interstellaire en millimétrique et submillimétrique. Plusieurs transferts de technologie ont été réalisés (cryogénérateurs, mélangeurs, shottky).
Ils se déclinent en trois périodes :
- Mesure de la distance des pulsars (1968-1972)[2].
- Étude des molécules interstellaires (depuis 1973).
- Construction des récepteurs radioastronomiques (depuis 1973).

Mais également :
- Lacs de méthane de Titan[3].
- Émissivité astéroïdes et noyaux cométaires.
- Abondance de molécules interstellaires et formation des étoiles.

Il est auteur et co-auteur de plus de 400 articles à comité de lecture, et deux brevets déposés  dont voici les plus récentes :
- Coherent subterahertz radiation from femtosecond infrared filaments in air

…, JM Munier, M Gheudin, G Beaudin, P Encrenaz - Optics …, 2002 - osapublishing.org
- Subsurface properties and early activity of comet 67P/Churyumov-Gerasimenko

…, BJR Davidsson, P Encrenaz, T Encrenaz… - …, 2015 - science.sciencemag.org
- Herschel* Measurements of molecular oxygen in Orion

…, P Caselli, E Caux, P Encrenaz… - The Astrophysical …, 2011 - iopscience.iop.org
- [PDF] Mapping and interpretation of Sinlap crater on Titan using Cassini VIMS and RADAR data

…, RN Clark, M Crapeau, PJ Encrenaz… - Journal of …, 2008 - Wiley Online Library
- Microwave dielectric constant of Titan‐relevant materials

......P Paillou, J Lunine, G Ruffié, P Encrenaz… - Geophysical …, 2008 - Wiley Online Library
- Cassini RADAR: prospects for Titan surface investigations using the microwave radiometer

......RD Lorenz, G Biolluz, P Encrenaz, MA Janssen… - Planetary and Space …, 2003 - Elsevier
- Microwave dielectric constant of liquid hydrocarbons: Application to the depth estimation of Titan's lakes

…, J Lunine, R Lopes, P Encrenaz - Geophysical …, 2008 - Wiley Online Library
- Remote sensing of a comet at millimeter and submillimeter wavelengths from an orbiting spacecraft

…, J Crovisier, D Despois, P Encrenaz… - Planetary and Space …, 2007 - Elsevier
- Titan's surface at 2.18-cm wavelength imaged by the Cassini RADAR radiometer: Results and interpretations through the first ten years of observation

…, SJ Keihm, M Choukroun, C Leyrat, PJ Encrenaz… - Icarus, 2016 - Elsevier

Il est auteur ou co-auteur de plusieurs ouvrages : 
- Les molécules interstellaires (éditeur Delachaux et Niestlé) : 1974.
- Coherent detection techniques at mm and submm wavelength and their applications (École des Houches) en 1976[5].
- Refonder l'Université, en 2009 (en cours de traduction en anglais).

## Fonctions et distinctions
- Président du dispositif ministériel « Sciences à l’École » : fourniture de matériel pédagogique expérimental dans les collèges et lycées, organisation des concours EUCYS, C’GENIAL, Olympiades internationales de physique, chimie, biologie, sciences de la vie et de la terre.
- Création de l’ERA 762 CNRS , puis du LA 336 devenu département de l’Observatoire de Paris.
- Mission scientist sur le satellite « Herschel ».
- Co-investigateur sur les ondes Cassini (Radar) et Rosetta (Miro).
- Distinguished visiting scientist à Cal-Tech/jet propulsion laboratory.
- Porteur du master « Espace et applications » à l’université des sciences et technologies de Hanoï (IUSTH)
- Membre de la Société française de physique, de l’Academia Europaea depuis 2001.
- Depuis 2000 : Membre de l’Académie des sciences, section sciences de l’univers[1].
- Un symposium a été organisé en son honneur " Hunt for molecules"[6]

Prix
- Prix d’Antoine d'Abbadie
- Prix Forthuny
- 2003-Prix des trois physiciens
- 2004-Prix Tommassoni
- Récipiendaire de 4 ESA (European Space Agency) et NASA Awards (Cassini Radar Miro, Hershel).